# Гурген I
Гурген I (груз. გურგენი д/н — 891) — 15-й ерісмтавар (верховний князь) Іберії в 881—891 роках.

## Життєпис
Походив з династії Багратіоні. Син Адарнасе II, еріставт-еріставі Кларджеті, і Беврелі (доньки Баграта I, царя Абхазії). 867 року отримав від батька титул еріставі й область Верхнє Тао, а після смерті Адарнасе II близько 870 року успадкував решту володінь.
881 року після загибелі стриєчного брата — ерісмтавара Давида I зумів захопити владу в Іберійському князівстві. Втім проти Гургена I виступив еріставі Ліпарит Багваші, якого підтримував Ашот I, цар Вірменії, які підтримали малолітнього сина Давида I — Адарнасе. Але візантійський імператор Василь I визнав права Гургена I, надавши тому титул куропалата.
Новий володар намагався зміцнити своє становище. Тому замирився з Ліпаритом та Ашотом I. Втім самостійна політика викликала невдоволення Візантії. Також Баграт I, цар Абхазії, підтримував Насру, претендента на трон Іберії.
У 885 році Насра за допомогою абхазького війська відвоював область Самцхе, де він отримав додаткову допомогу від аланського вождя Бакатара. У 888 році Адарнасе завдав поразки Насрі, чим суттєво підняв свій престиж в державі. За цим він оголосив себе царем, що ставило того над Гургеном I.
Гурген I змушений був відступити до Верхнього Тао. Водночас отримав область Шавшеті, де в місто Артаані переніс столицю. Тут готувався до боротьби проти Адарнасе IV. На бік останнього перейшов Баграт, еріставі Кларджеті і небіж Гургена I.
У 891 році протистояння перетворилося на війну. Але у битві біля Мглінаві Гурген I зазнав поразки, де отримав важке поранення, від якого невдовзі помер.

## Родина
- Адарнасе (д/н—896), еріставі Тао
- Ашот (д/н—918), еріставт-еріставі Тао